# LVMH
LVMH, Louis Vuitton Moët Hennessy – francuski koncern z siedzibą w Paryżu, powstały w 1987 roku.

## Informacje ogólne
LVMH jest jednym z największych producentów produktów luksusowych, w tym alkoholi i kosmetyków (inni znaczący producenci to m.in. Kering, Prada i Richemont).
Grupa LVMH to ponad 60 różnych marek z pięciu działów:
- wina i napoje alkoholowe,
- zegarki i biżuteria,
- perfumy,
- odzież,
- sklepy detaliczne.

Spółka zatrudnia ok. 65 tys. osób i prowadzi 2400 sklepów. Szefem firmy i właścicielem blisko 47% akcji jest Bernard Arnault.

## Marki

### Wina i alkohole
- Koniaki: Hennessy
- Szampany: Moët & Chandon, Dom Pérignon, Mercier, Veuve Clicquot-Ponsardin, Krug, Ruinart
- Wódki: Belvedere
- Whisky: Glenmorangie, Ardbeg
- Wina: Château d’Yquem, Domaine Chandon, Cloudy Bay, Terrazas de los Andes, Cheval des Andes, Cape Mentelle, Numanthia, Newton
- 10 Cane, Wenjun

### Zegarki i biżuteria
TAG Heuer, Chaumet, Zenith, Fred, Christian Dior Watches, De Beers LV, Hublot, Bulgari, Tiffany & Co.

### Ubrania i galanteria skórzana
Louis Vuitton, Celine, Loewe, Fendi, Donna Karan, Berluti, Givenchy, Marc Jacobs, Kenzo, Emilio Pucci, StefanoBi, Thomas Pink, Nowness, Dior, Fendy.

### Perfumy i kosmetyki
Christian Dior Perfums, Givenchy Perfums, Guerlain, Kenzo Perfums, Acqua di Parma, Fresh, Benefit Cosmetics, Make Up For Ever, Perfumes Loewe, Maison Francis Kurkdjian, Loewe, JIMMY CHOO, BRUTAL

### Sklepy
DFS, Sephora, La Samaritaine, Le Bon Marché, Miami Cruiseline Services

### Inne
Groupe Les Echos, Jardin d’Acclimatation, Royal Van Lent, Princess Yachts International PLC, Pinarello

## Konkursy
Konkurs o nagrodę LVMH Prize po raz pierwszy został zorganizowany w listopadzie 2013 r. Nagroda została stworzona, aby wspierać młodych projektantów mody na całym świecie. Co roku jeden młody projektant i trzech absolwentów szkół mody otrzymują tę prestiżową nagrodę.
Zwycięzcy:
- 2014 – Thomas Tait
- 2015 – Marta Marques & Paulo Almeida
- 2016 – Grace Wales Bonner
- 2021 – Nensi Dojaka[4]